# Ochs und Esel

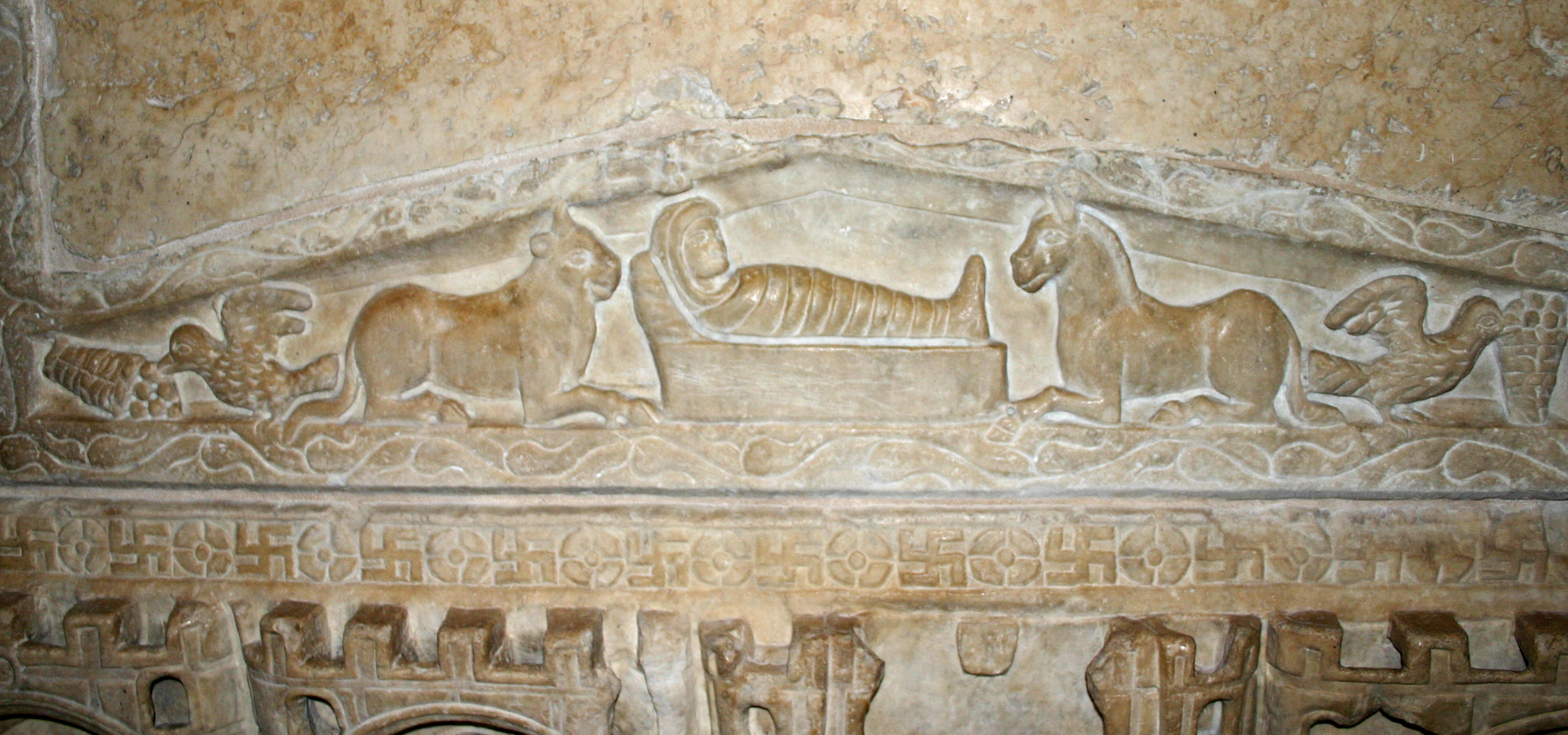
Krippe, Detail der Schmalseite des Sarkophags des Stilicho in Sant’Ambrogio (Mailand), um 385

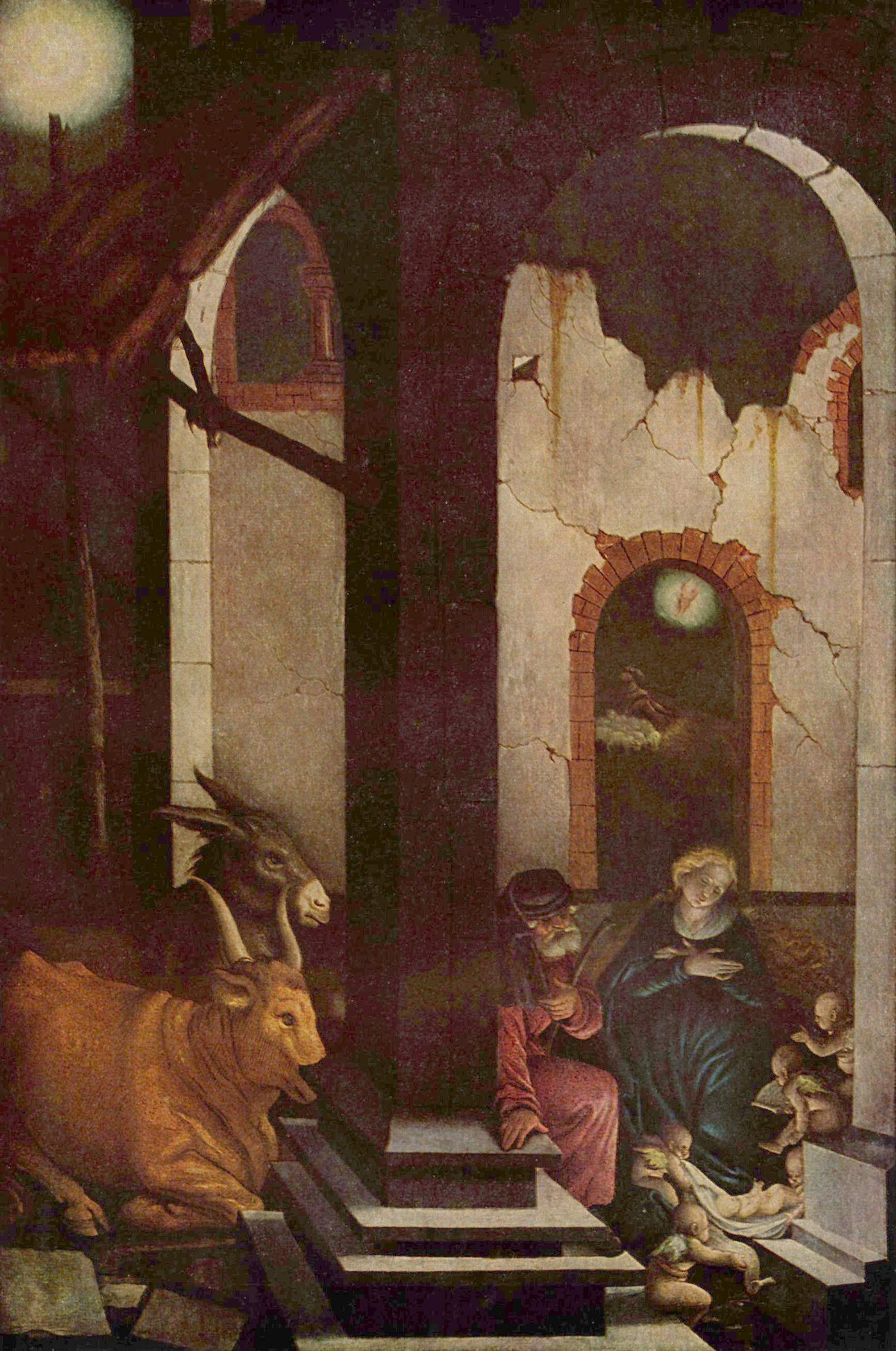
Hans Baldung: Die Geburt Christi, 1520

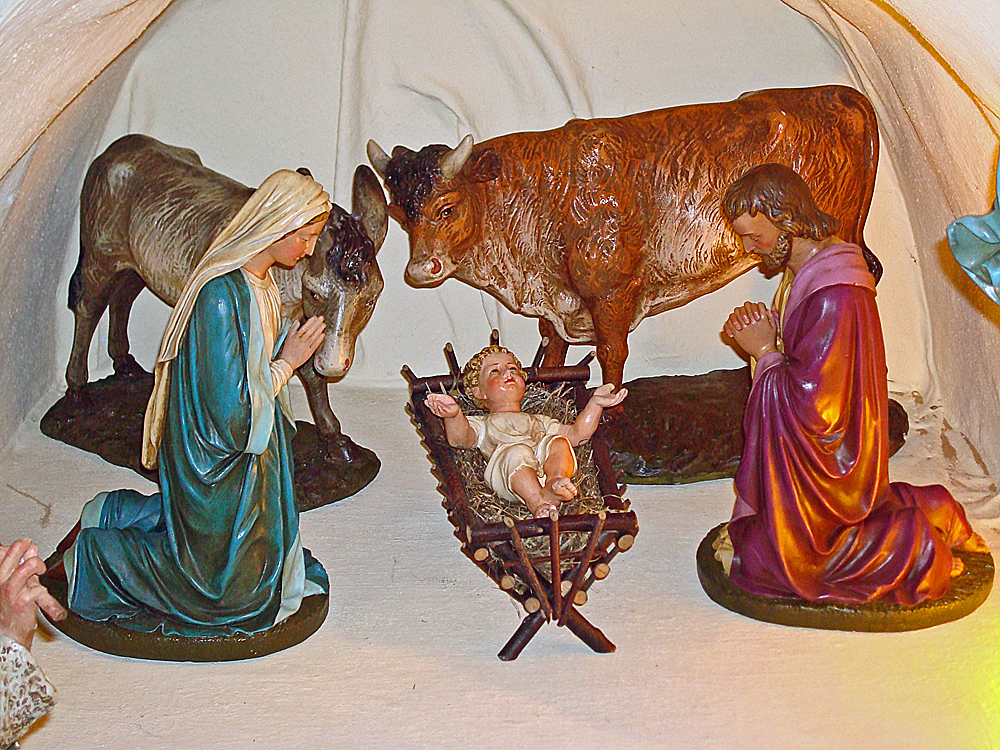
Ochs und Esel als Krippenfiguren, Deutschland, frühes 20. Jahrhundert

Ochs und Esel sind seit frühchristlicher Zeit fester Bestandteil der bildlichen Darstellungen der Weihnachtsgeschichte.

## Bedeutung
Die scheinbar dummen Tiere Ochse und Esel, die seit dem 4. Jahrhundert zum Weihnachtsbild gehören, kennen ihren Herrn und den Ort ihrer Nahrung. Sie sind klüger als die Menschen, die trotz ihrer Vernunft dafür blind sind. „Der Ochse kennt seinen Besitzer und der Esel die Krippe seines Herrn; Israel aber hat keine Erkenntnis, mein Volk hat keine Einsicht.“ (Jes 1,3 ) Die Kirchenväter legen das Motiv als Allegorie spezifischer aus: Der Ochse steht für das Volk Israel und ist manchmal mit einem Joch dargestellt, welches das jüdische Gesetz symbolisiert, und der Esel steht für die Heiden, welche die Last des Götzendienstes tragen. Das Judentum erkennt zwar seinen Herrn an, erkennt ihn aber nicht in dem Kind, während sich die Heiden dem richtigen Glauben zuwenden. Gregor von Nyssa entwickelt den Gedanken weiter: Zwischen den an das Gesetz gebundenen Juden und den vom  Götzendienst belasteten Heiden liegt der Gottessohn, der sie von ihren Lastern befreit. Erst ab dem 5. Jahrhundert – nach dem Konzil von Ephesos – erscheint Maria an der Krippe. Ab dem 6. Jahrhundert treten die Tiere in den Hintergrund und Maria und das Kind werden zum Mittelpunkt des Weihnachtsbildes. Diese Überlieferungen münden dann im 7. Jahrhundert in das Pseudo-Matthäus-Evangelium.